# Gyrithe Lemche
 Gyrithe Lemche, født Ellen Gyrithe Frisch (født 17. april 1866 i København, død 3. februar 1945 i Kongens Lyngby) var en dansk forfatterinde, kvindesagsforkæmper og lokalhistoriker.
Hun blev student fra N. Zahles Skole i 1887 og tog filosofikum i 1888. I 1893 blev hun gift med kredslæge Johan Henrich Lemche.
Han var søn af Peder Søren Lemche.
Gyrithe Lemches brorsøn var politikeren og forfatteren Hartvig Frisch.
Hendes debut var romanen Soedtmanns jomfruer fra 1898 og hendes hovedværk Edwardsgave, en serie romaner i 5 bind fra årene 1900-1912.
I 1929−1932 udgav hun firebindsromanserien Strømmen om Mølleåen.
Som interesseret i lokalhistorie var hun en af initiativtagere til Historisk-topografisk Selskab for Lyngby-Taarbæk Kommune.
I kvindesagen var hun en af frontfigurene i Dansk Kvindesamfund. Lemche var en eminent taler, særligt hendes tale fra "Det store kvindemøde" på Skamlingsbanken 1912 er et retorisk mesterværk. Ved denne lejlighed talte Jutta Bojsen-Møller, Astrid Stampe Feddersen og Gyrithe Lemche som de første kvinder nogensinde fra Skamlingsbanken.
Gyrithe Lemche tog aktivt del i oprettelsen af Kvindernes Bygning, København. Hun var formand for institutionen Kvindernes Bygning i årene 1916-1928.
Gyrithe Lemches Vej i Lyngby-Taarbæk Kommune fik i 1956 navn efter hende.
En mindesten / bautasten blev i 1946 opstillet i Sorgenfri Slotshave.
Hendes gravsten er bevaret på Lyngby Kirkes assistenskirkegård.